# Toco (Trinidad und Tobago)

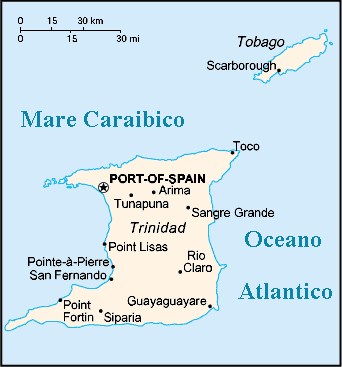
Toco liegt weit im Nordosten von Trinidad.

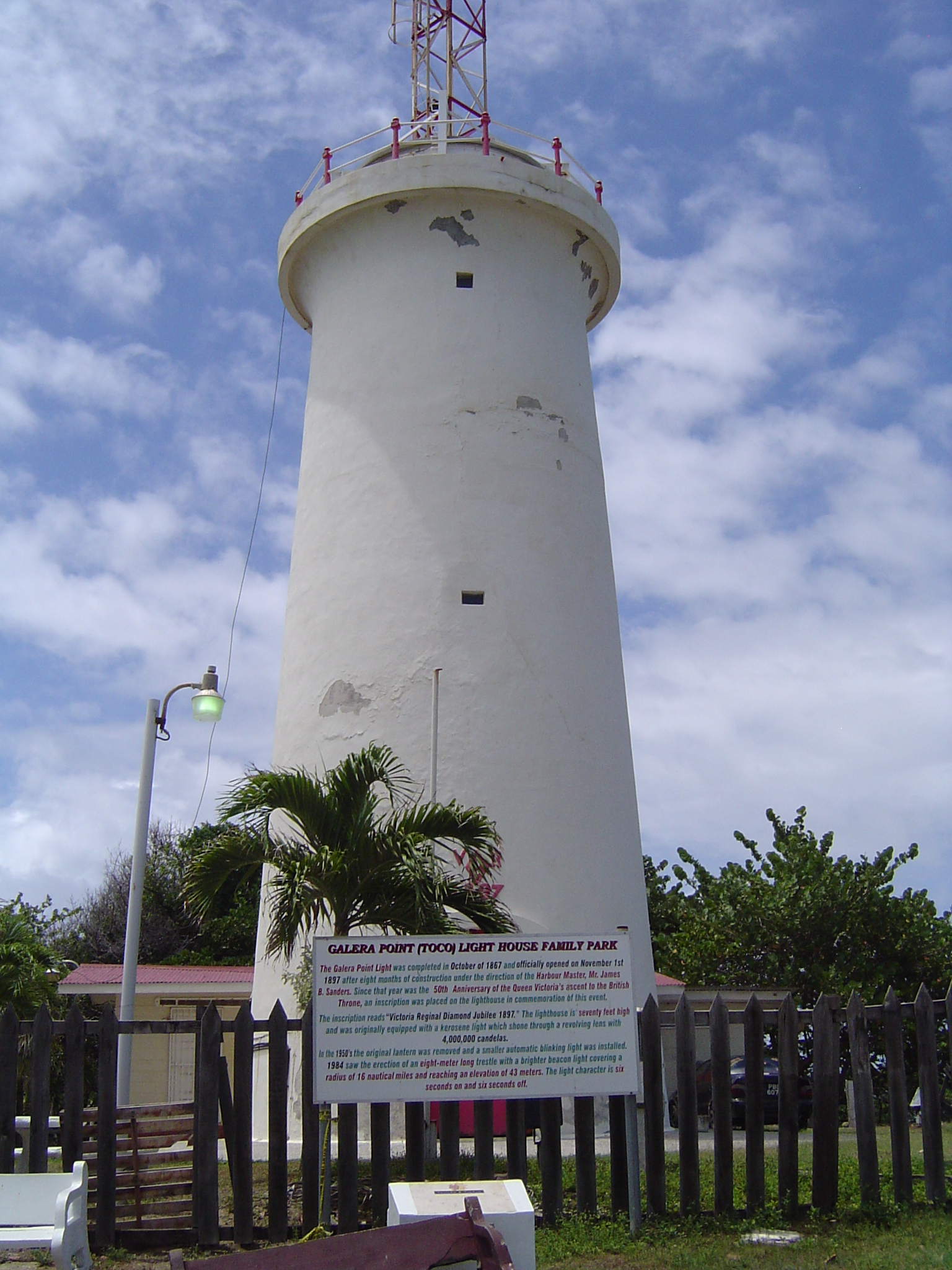
Der Leuchtturm Galera Point wurde 1897 gebaut und markiert die Nordostspitze Trinidads.

Toco ist eine Ortschaft in der Region Sangre Grande nahe der Nordostspitze der Karibikinsel Trinidad im Inselstaat Trinidad und Tobago.
Es ist die am weitesten nordöstlich gelegene Siedlung Trinidads und befindet sich in unmittelbarer Nähe zu dem gleichnamigen Strand Toco Beach. Nur 2 km östlich von Toco steht der Leuchtturm Galera Point Lighthouse an der äußersten Nordostspitze Trinidads. Dies ist zugleich der Punkt mit dem geringsten Abstand zur Nachbarinsel Tobago, die 35 km weiter nordöstlich liegt.

## Geschichte
1631 oder 1632 errichtete ein aus St. Kitts kommendes britisches Kommando unter Henry Colt ein kleines Fort auf dem Gebiet des heutigen Leuchtturms östlich von Toco. Im März 1633 wurde das Fort von einer Flotte des Gouverneurs von Margarita, Juan oder Julian de Estulate, vernichtet und die elf britischen Bewohner gefangen genommen.
Der Galera-Point-Leuchtturm wurde 1897 errichtet und war für Jahrzehnte ein unverzichtbarer Bestandteil zur Sicherung der Schifffahrt entlang der Nordostküste Trinidads. Während dieser Zeit war Toco noch nicht über Landverbindungen erreichbar. Dies änderte sich in den 1930er-Jahren, als eine erste Straße nach Toco gebaut wurde.
Im Jahr 1941, während des Zweiten Weltkriegs, wurde vom Fleet Air Arm (FAA) der britischen Royal Navy nahe Toco das Toco Airfield gebaut, ein Flugplatz mit einer 600 m langen Start- und Landebahn, die sich vom Leuchtturm aus in westlicher Richtung erstreckte. Der Flugplatz blieb bis 1970 in Betrieb. Während der Grenada-Aufstände von 1983 und der am 25. Oktober 1983 beginnenden US-Invasion in Grenada befahl die Regierung Trinidads und Tobagos aus Vorsorge, das Rollfeld zu zerstören. Es wurden Gräben ausgehoben und so die Landebahn unbrauchbar gemacht.

## Söhne und Töchter
- Earl Lovelace (* 1935), Schriftsteller und Dramatiker
- Kyle Greaux (* 1988), Sprinter
- Cherisse Murray (* 1993), Leichtathletin
- Keshorn Walcott (* 1993), Leichtathlet, Olympiasieger 2012 im Speerwurf